# Creación de la República de Guatemala
La Creación de la República de Guatemala ocurrió el 21 de marzo de 1847 cuando el presidente del Estado de Guatemala, capitán general Rafael Carrera y Turcios firmó un decreto proclamando a Guatemala como República soberana e independiente, separándola definitivamente de la patria federada centroamericana, y se hizo llamar «fundador de la Nueva República». Con esta medida Guatemala pudo iniciar sus acciones como Estado soberano y entablar relaciones con las potencias europeas, y daba por el suelo a las aspiraciones del partido liberal de instituir una república centroamericana.

## Antecedentes
Rafael Carrera fue el último gobernador del Estado de Guatemala y el primer presidente de la República. Asumió el poder en 1844, nombrado por el clero y el partido conservador dirigido por el Clan Aycinena. Por ese entonces, José Milla y Vidaurre era liberal, y le escribió este himno crítico y mordaz al teniente general Carrera, himno que los liberales memorizaron de tanto repetir, a pesar de su escasa calidad poética:
Himno Patriótico, en loor del Exmo. Teniente general, R. Carrera Jefe del Ejército, etc. con motivo de la expedición salvadoreña:

Quia pulvis es, et in pulverem reverteris

Porque eres polvo, y en polvo te convertirás
| «Hijo de la miseria y de la nada Tiranuelo opresor de un pueblo inerme Zorra cobarde que acomete osada a un gallinero que tranquilo duerme. General, Director, héroe, caudillo; Arcángel, qué sé yo cómo te llaman. Entre bordados mal envuelto pillo Ya los pueblos, de ti venganza claman. Por entre esa comparsa de malvados, Digna guardia de honor de tu persona, Ellos van a pasar desesperados A romper en tu frente tu corona. En pos del enemigo corres tarde, teniente general, pues ha sonado Al fin tu hora falta, tiembla cobarde, Dentro de tus harapos de soldado.» | «Excecrada y maldita tu memoria, Excecrado será cuanto tú hiciste, Y si ha de hablar de ti, dirá la historia, Que tú ni aún ser déspota supiste. Lobos, País, Carrera, veteranos Del crimen, y en el terror de las banderas, Farsa vil y burlesca de tiranos, Parodis de Cartuch son charreteras. Aycinena, Pavón fuera señores, Fuera con vuestro rancio servilismo, ¿Soñásteis ser tal vez conservadores, O darnos una burla del torismo? Honorable Marqués, no más Bretaña, No más status quo ni tiranía: Vaya que su excelencia... no se engaña, Sin el statuquo, por Dios, ¿qué haría? [...]» |

Tomado de: Hernández de León, Federico (30 de mayo de 1959). «El Capítulo de las Efemérides». Diario La Hora..
Como nota curiosa, debe indicarse que Carrera no solo no persiguió a Milla y Vidaurre, sino que dos años después, cuando Milla se hizo conservador, Carrera lo invitó a formar parte de su gobierno, en el que sirvió en diferentes posiciones hasta 1871; Milla también llegó a ser amigo y consejero de Carrera.

### Intento de colonia belga
En 1842, había arribado a Centroamérica un barco enviado por el monarca Leopoldo I de Bélgica; cuando los belgas observaron las riquezas naturales que poseía la región de Izabal, decidieron establecerse en Santo Tomas de Castilla y construir infraestructura en la región. Carrera, aconsejado por Juan José de Aycinena y Piñol les dio la región a perpetuidad a cambio de que la compañía pagara dieciséis mil pesos cada año al gobierno de Guatemala. Los colonos tenían que convertirse al catolicismo y adoptar la ciudadanía guatemalteca, pero tenían el privilegio de tener su propio gobierno; también se comprometieron a dar al gobierno guatemalteco dos mil fusiles, a construir un puente de metal sobre el río Motagua y a construir un puerto en la bahía de Amatique, en la localidad de Santo Tomás de Castilla. Además de las obras de infraestructura, Carrera consideraba que la colonia de belgas católicos era una buena contención a las pretensiones de los británicos protestantes y su contrabando comercial en Belice.
Los primeros setenta y seis colonos arribaron junto con los fusiles prometidos y los primeros sacerdotes jesuitas que regresaban a Guatemala desde 1765; el representante de la colonia, Remy de Puydt prometió que otros setecientos colonos arribarían en los próximos meses e iniciarían los trabajos a que se comprometió para obtener la concesión. Se estableció así la Colonia belga en Guatemala, pero las condiciones del área eran inhóspitas y empezaron a mermar rápidamente la salud de los belgas. Para 1850, la colonia ya había fracasado, las obras de infraestructura prometidas no se construyeron, y los colonos belgas se habían dispersado al interior de la República de Guatemala.
Colonización belga en 1844

Grabados y mapas elaborados por los belgas

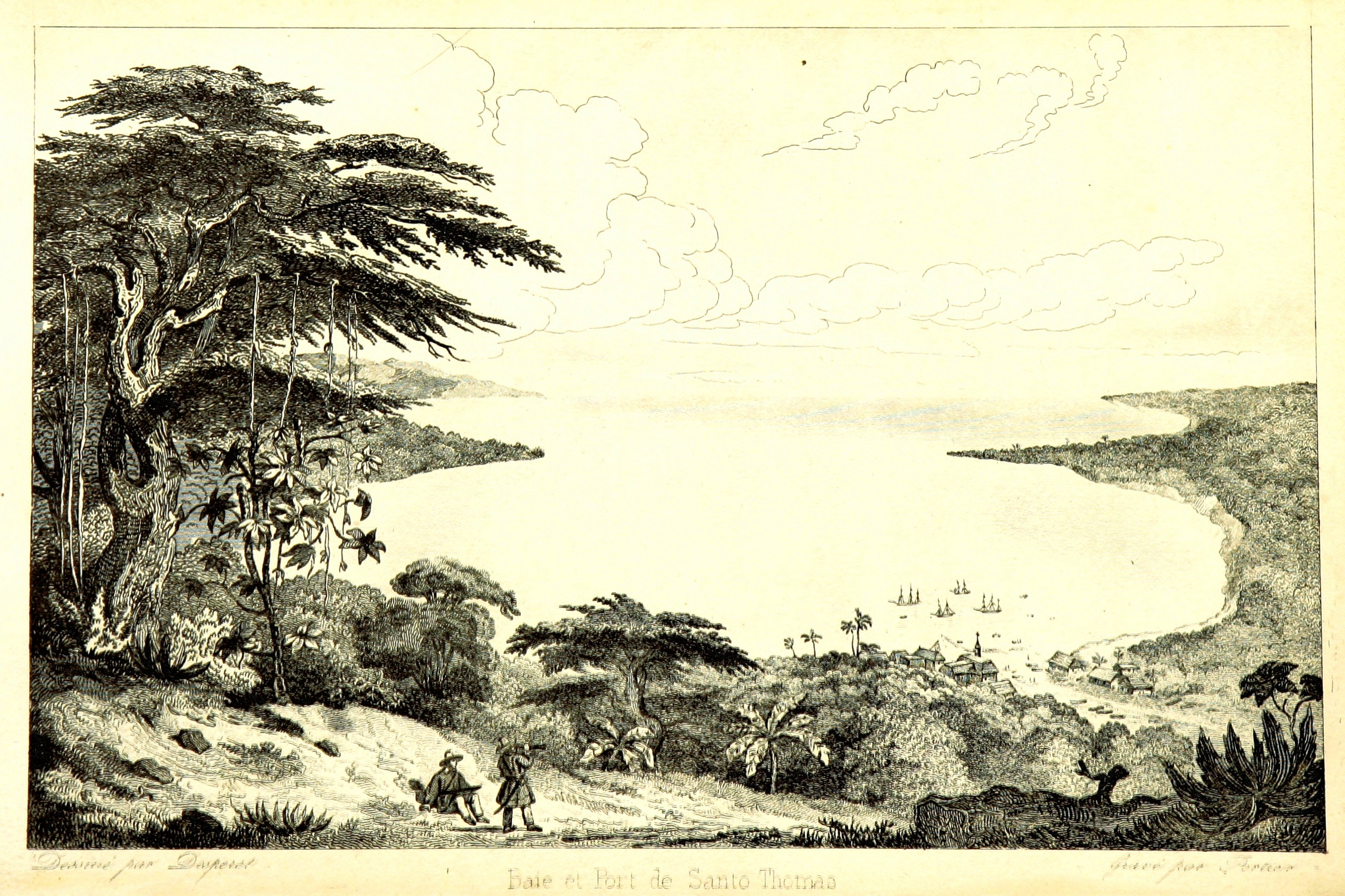
Grabado de la bahía de Santo tomás de Castilla.
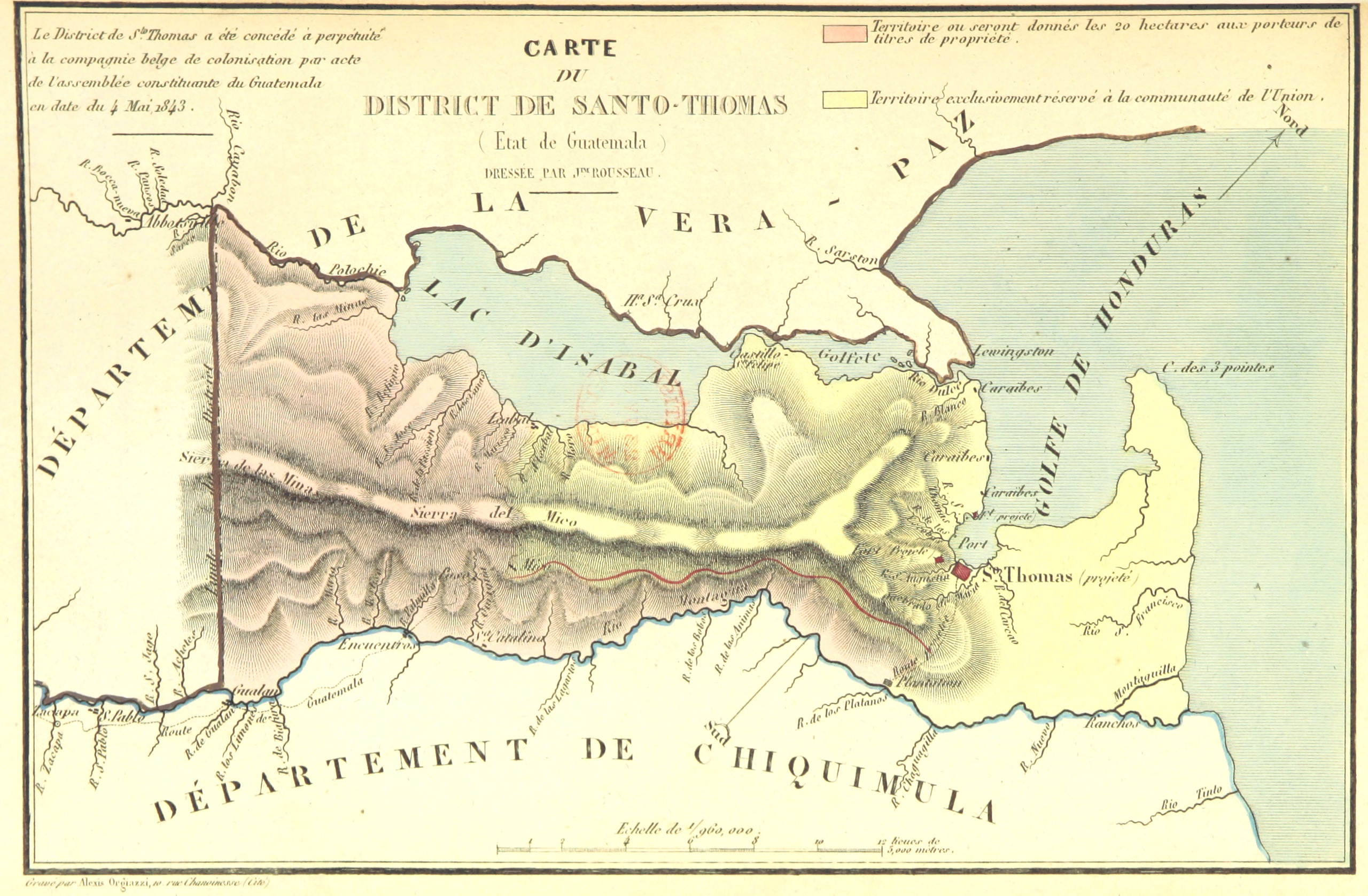
Mapa de la región del Lago de Izabal y del distrito de Santo Tomás. La región en amarillo corresponde al área que había sido cedida a perpetuidad por Carrera para la colonia belga.
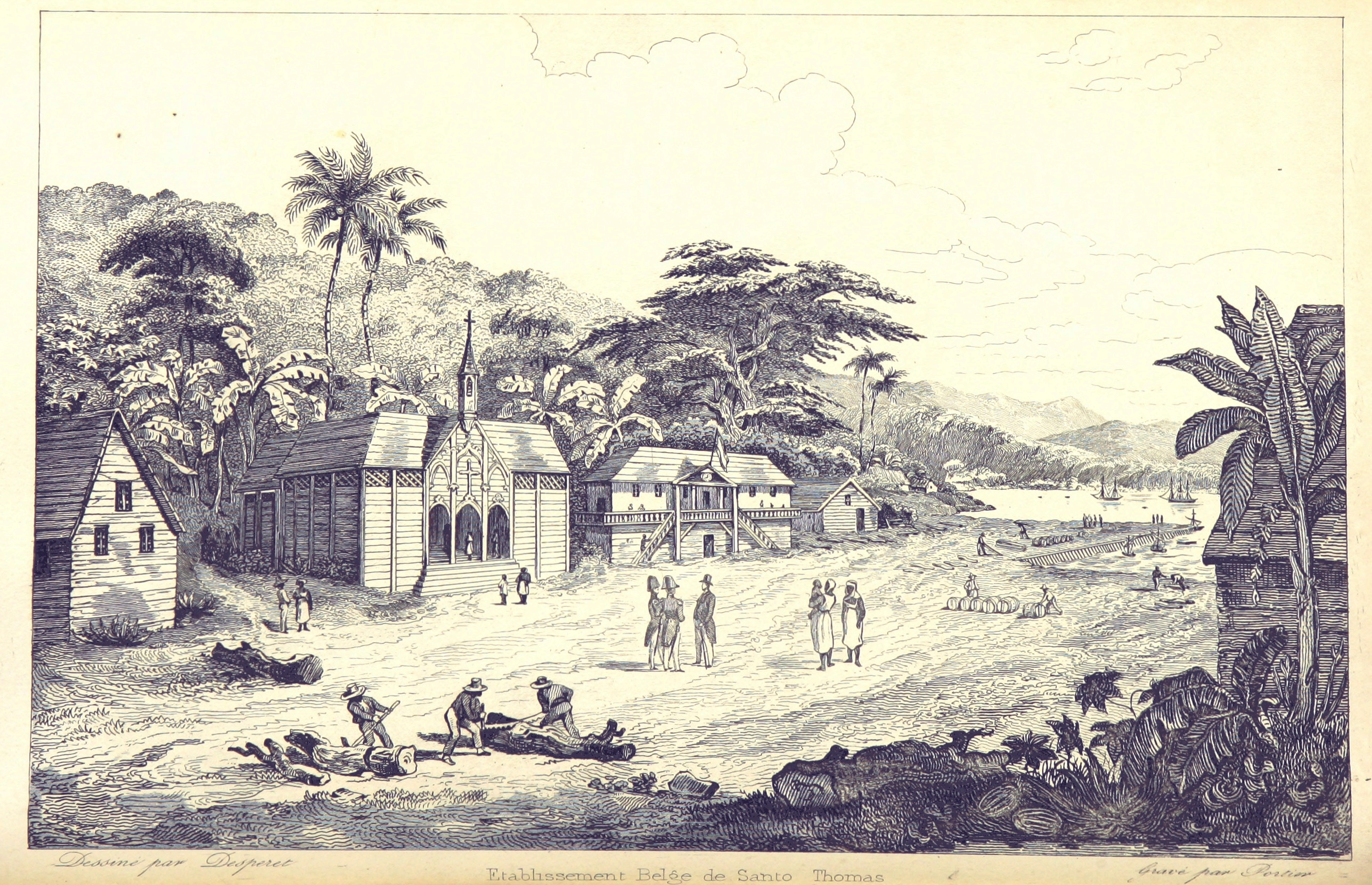
Poblado belga en Santo Tomás.
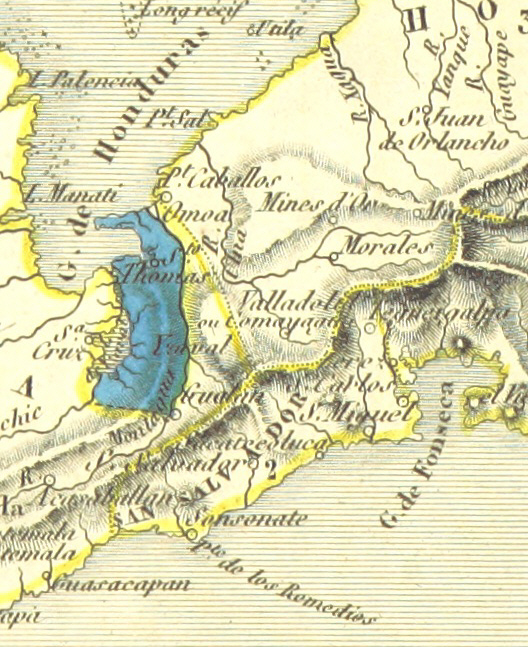
Mapa de la colonia belga en Guatemala.

## Creación de la República

### Acta de fundación
La siguiente galería de imágenes muestra las páginas 73 a la 76 del libro Recopilación de las leyes de Guatemala, 1821-1869 de Rafael Pineda de Mont, impreso en 1869:

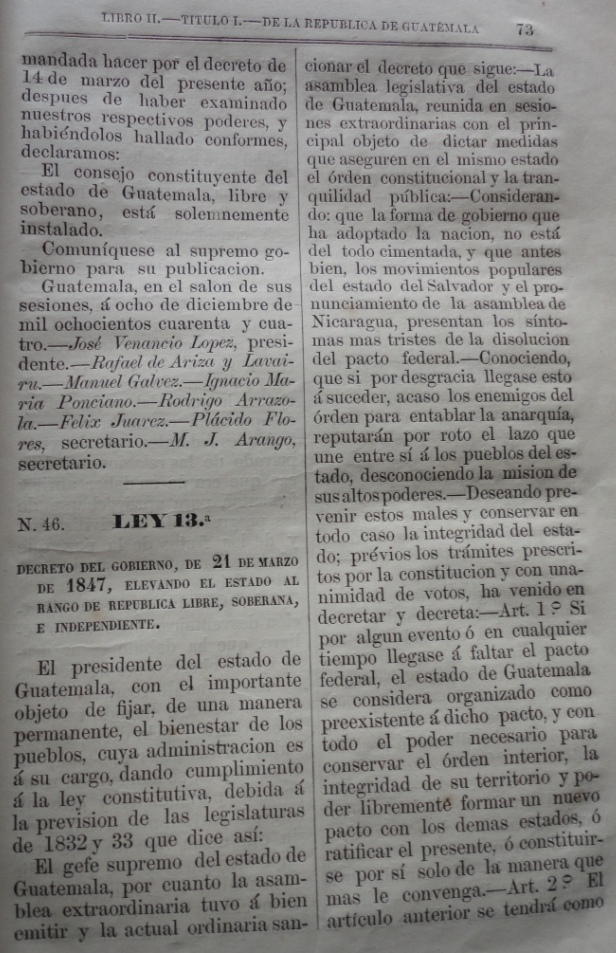
página 1
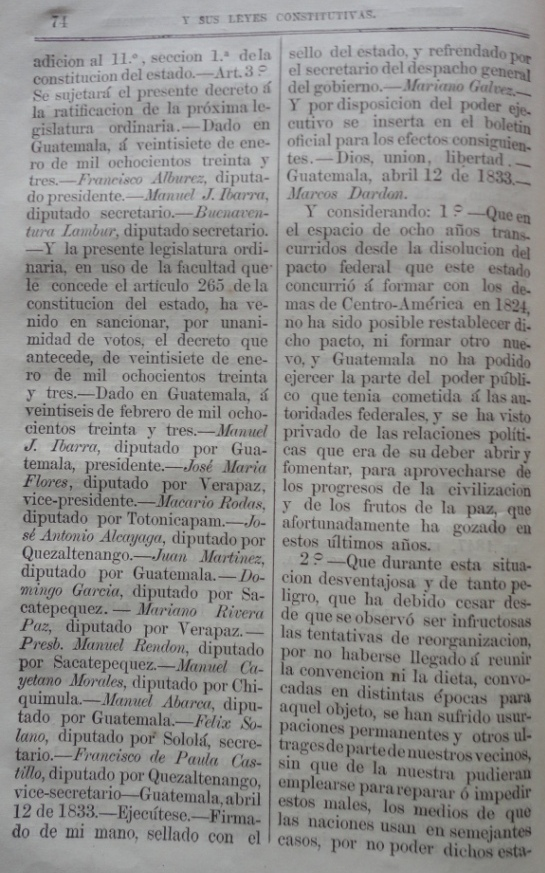
página 2
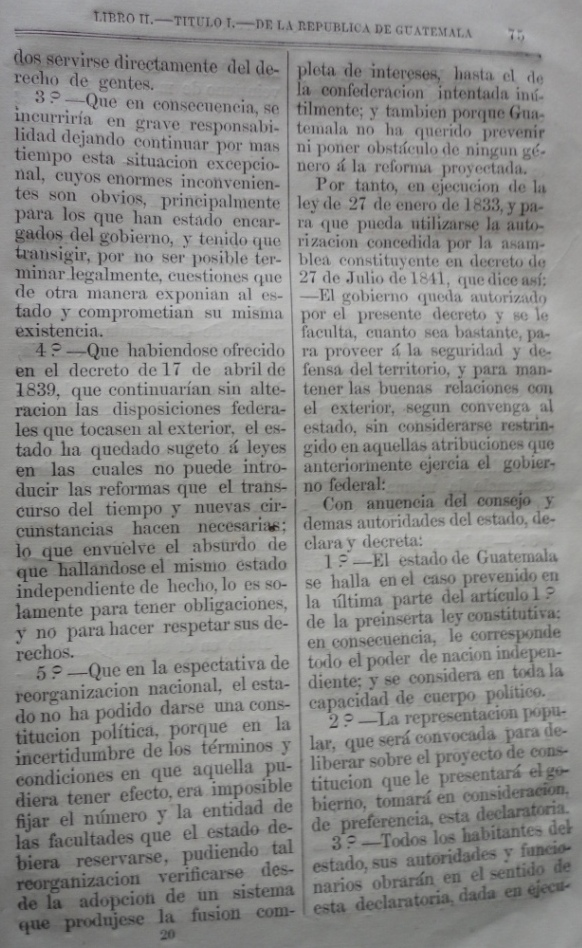
página 3
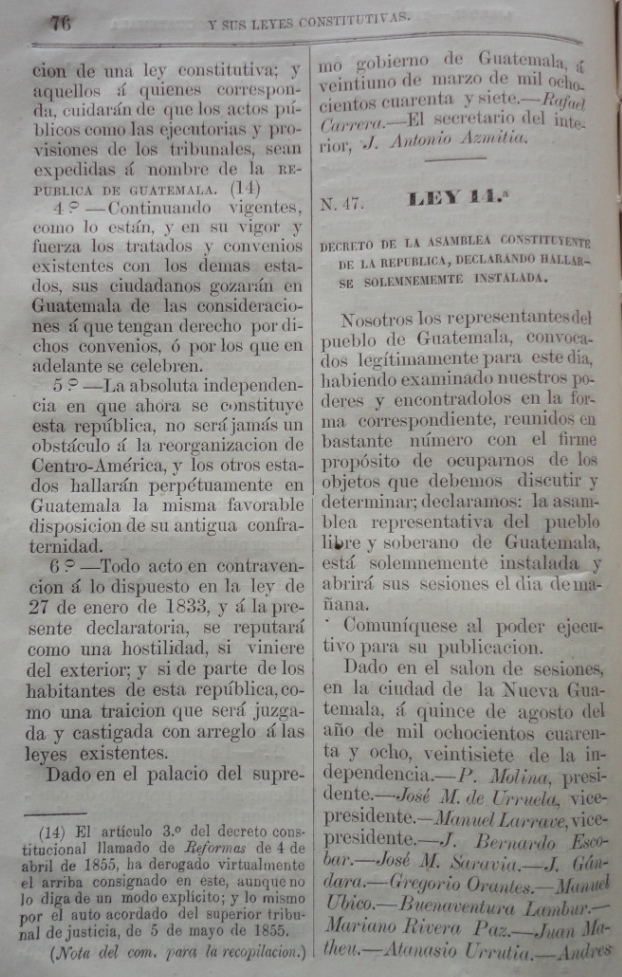
página 4

### Organización territorial
El 25 de febrero de 1848 la región de Mita fue segregada de Chiquimula, convertida en departamento y dividida en tres distritos: Jutiapa, Santa Rosa y Jalapa.
Específicamente, los distritos quedaron de la siguiente forma:
| Distrito   | Listado |
| ---------- | --- |
| Jutiapa    | Incluyó a: Jutiapa como cabecera, Yupiltepeque, Asunción y Santa Catarina Mita y los valles aledaños que eran Suchitán, San Antonio, Achuapa, Atescatempa, Zapotitlán, Contepeque, Chingo, Quequesque, Limones y Tempisque; además, incluía a Comapa, Jalpatagua, Asulco, Conguaco y Moyuta. |
| Santa Rosa | Incluyó a: Santa Rosa como cabecera, Cuajiniquilapa, Chiquimulilla, Guazacapán, Taxisco, Pasaco, Nancinta, Tecuaco, Sinacantán, Isguatán, Sacualpa, La Leona, Jumay y Mataquescuintla. |